# Union des académies des sciences allemandes
L'Union des académies des sciences allemandes (en allemand : Union der deutschen Akademien der Wissenschaften ou simplement Akademienunion) est le groupement des huit grandes académies des sciences allemandes :
- Académie bavaroise des sciences
- Académie des sciences de Berlin-Brandebourg
- Académie des sciences de Göttingen
- Académie des sciences de Heidelberg
- Académie des sciences et des lettres de Mayence
- Académie des sciences et des arts de Rhénanie-du-Nord-Westphalie
- Académie des sciences de Saxe
- Académie des sciences à Hambourg.

L'académie nationale des sciences Leopoldina n'en est pas membre, mais coopère étroitement avec le groupement.

## Histoire
La coopération des académies des sciences allemandes a été organisée dès 1893 par la création à Leipzig d'un organisme appelé Kartell. En 1941, le Kartell est renommé par le gouvernement en « Reichsakademie der Deutschen Wissenschaft » (« Académie du Reich de la science allemande »), puis en « Reichsverband der deutschen Akademien der Wissenschaften » (« Association du Reich des académies des sciences allemandes »). Après la Seconde Guerre mondiale est fondé la « Arbeitsgemeinschaft der deutschen Akademien der Wissenschaften » (« Communauté de travail des académies des sciences allemandes », suivie en 1967 par la « Konferenz der deutschen Akademien der Wissenschaften » (« Conférence des académies des sciences allemandes »). Elle est renommée en Union der deutschen Akademien der Wissenschaften le 1er janvier 1999..

## Objectifs
L'organisation représente les intérêts communs des académies membres avec plus de 1 900 scientifiques de diverses disciplines. Ses objectifs sont le soutien à l'échange scientifique, la coordination et la mise en œuvre de projets de recherche conjoints et la promotion de jeunes scientifiques. L'Académie coordonne le Akademienprogramm, l'un des plus importants programmes en sciences humaines et études culturelles en Allemagne. Avec un investissement total de 66,8 millions d'euros, il comprend (en 2018) 144 projets avec 199 chercheurs dans les domaines de création de dictionnaires, d'édition, d'observation scientifique à long terme et de la recherche fondamentale en sciences sociales.
L'Union des académies des sciences allemandes représente les académies individuelles à l'étranger et envoie des représentants aux organisations scientifiques nationales et internationales. Elle coordonne les projets de recherche des différentes académies, réalise des projets de recherche communs et représente ses académies membres à l'extérieur. Elle est membre de la All European Academies (ALLEA), de l'International Human Rights Network of Academies and Scholarly Societies (IHRN) et de l'Union académique internationale (AUI).
En collaboration avec l'Académie allemande pour la langue et la littérature, l'Union des académies des sciences allemandes publie à intervalles irréguliers un « Bericht zur Lage der deutschen Sprache » (« rapport sur la situation de la langue allemande ») ; l'objectif est de participer au débat public sur développement de la langue allemande. Le rapport vise à fournir des informations scientifiquement solides sur des thèmes d'un intérêt particulier dans la discussion publique. Le premier rapport a été consacré au thème « Richesse et pauvreté de la langue allemande », le deuxième rapport à l'aspect « Diversité et unité de la langue allemande. »
L'Union entretient les relations avec la presse et les médias et organise des événements conjoints sur des sujets scientifiques d'actualité. Une fois par an, les Académies de l'Union se présentent avec une journée académique commune. En collaboration avec la Fondation Max-Weber, l'Union organise une série d'événements intitulée « Sciences humaines en dialogue », où sont discutées les questions d'actualité de la science, de la culture et de la société. Depuis 2007, l'Union a également été l'un des sponsors de la fondation Neue Verantwortung, qui s'est fixé comme objectif de créer des réseaux pour la promotion de jeunes talents en Allemagne. Sous la direction de l'Académie nationale des sciences (Leopoldina), les académies de l'Union participent à la tâche de conseil social et politique fondé sur la science.